# Stadio Brandsen y Del Crucero
L'Estadio Brandsen y Del Crucero è stato uno stadio calcistico di Buenos Aires, in Argentina. Come la maggior parte degli stadi dell'epoca prendeva il nome dalle strade in cui era situato.

## Storia
L'impianto fu inaugurato il 6 giugno 1924. Il terreno era stato affittato alla fine dell'anno precedente, e lo stadio aveva una struttura comune a molti altri dell'epoca: tribune in legno, di cui 3 per gli spettatori comuni e una d'onore, con la copertura riservata alla sola tribuna d'onore. Nello stadio il Boca vinse sei campionati (1924, 1926, 1930, 1931, 1934, 1935); il club lo lasciò una volta inaugurata La Bombonera.